# Conus hanshassi
Espèce
Conus hanshassi est une espèce de mollusques gastéropodes marins de la famille des Conidae.
Comme toutes les espèces du genre Conus, ces escargots sont prédateurs et venimeux. Ils sont capables de « piquer » les humains et doivent donc être manipulés avec précaution, voire pas du tout.

## Description
La coquille est généralement de forme conique allongée à turgescente, avec une flèche élevée et une épaule définie. La coquille a une couleur de fond blanche et est marquée de taches brun moyen et de rangées irrégulières de points ou de tirets. L'holotype mesure 23,3 mm de long.

## Distribution
Cette espèce marine est présente au large de l'île de Siargao, aux Philippines, collectée à 20 m.

## Taxonomie

### Publication originale
L'espèce Conus hanshassi a été décrite pour la première fois en 2012 par les malacologistes Felix Lorenz (d) et Jean-Pierre Barbier dans la publication intitulée « Acta Conchyliorum »,.

### Synonymes
- Conus (Strategoconus) hanshassi (Lorenz & Barbier, 2012) · appellation alternative
- Protoconus hanshassi Lorenz & Barbier, 2012 · non accepté
- Rolaniconus hanshassi (Lorenz & Barbier, 2012) · non accepté